# Manuel Majo
Manuel Majo Hernández (Barcellona, 17 aprile 1909 – Barcellona, 9 marzo 1955) è stato un pallanuotista spagnolo.
Ha fatto parte della Spagna che ha partecipato al torneo di pallanuoto ai Giochi di Amsterdam 1928.